# Gonna Fly Now
"Gonna Fly Now", também conhecido como "Theme from Rocky", é a música-tema do filme Rocky, composta por Bill Conti com letras de Carol Connors e Ayn Robbins, e interpretado por DeEtta West e Nelson Pigford. Lançada em fevereiro de 1977 com o filme Rocky, a música se tornou parte da cultura popular americana, sendo, desde então, tocada frequentemente em eventos esportivos, especialmente na Filadélfia. Não à toa, ela foi a 20ª instrumental a ter atingido o primeiro lugar da Billboard Hot 100, ficando nesta posição por 1 semana.
Ela é uma das canções presentes na Lista das melhores canções de filmes estadunidenses segundo o American Film Institute.

## Créditos Musicais
- Bill Conti - Composição e orquestração
- DeEtta West - vocais
- Nelson Pigford - vocais
- Johnny Guerin - baterias
- Max Bennett - Baixo elétrico
- Dennis Budimir - Guitarra
- Mike Melvoin - Piano

## Receptividade
A música (cuja letra tem apenas 30 palavras) foi indicada ao Oscar, na categoria Melhor Canção Original e ao ODT Awards. A versão da música do filme, realizada por Bill Conti com uma orquestra, alcançou o número um na parada Billboard Hot 100 em 1977, enquanto uma versão do trompetista de jazz Maynard Ferguson alcançou o top 30. A versões para discotecas gravada por Rhythm Heritage e a versão original estavam na Billboard ao mesmo tempo (a própria versão de Conti revela certa influência do disco na orquestração). A Billboard classificou a versão de Conti como a canção número 21 de 1977. O single de Conti foi certificado Gold pela RIAA, para remessas superiores a um milhão nos Estados Unidos. O American Film Institute o colocou em 58º lugar na lista de 100 anos ... 100 músicas da AFI.

## Desempenho nas Paradas Musicais
- Desempenho Semanal

| Year                               | Chart (1977)                   | Peak position |
| ---------------------------------- | ------------------------------ | ------------- |
| 1977                               |                                |               |
| Australia (KMR)                    | 13                             |               |
| Canadian RPM Top Singles           | 8                              |               |
| Nova Zelândia (Recorded Music NZ)  | 22                             |               |
| Estados Unidos (Billboard Hot 100) | 1                              |               |
| US Billboard Adult Contemporary    | 20                             |               |
| US Cash Box Top 100                | 1                              |               |
| 2007                               | US Hot Ringtones (Billboard)   | 19            |
| 2007                               | Reino Unido (UK Singles Chart) | 52            |

| Chart (1977)         | Rank |
| -------------------- | ---- |
| Australia            | 67   |
| Canada               | 82   |
| US Billboard Hot 100 | 21   |

Versão do Rhythm Heritage
| Chart (1977)                    | Peak position |
| ------------------------------- | ------------- |
| Canada RPM Top Singles          | 92            |
| US Billboard Hot 100            | 94            |
| US Billboard Adult Contemporary | 49            |

Versão de Maynard Ferguson
| Chart (1977)                    | Peak position |
| ------------------------------- | ------------- |
| Canada RPM Top Singles          | 55            |
| US Billboard Hot 100            | 28            |
| US Billboard Adult Contemporary | 46            |
| US Cash Box Top 100             | 31            |